# HD 116862
HD 116862，又名CD-48 8206，SAO 224151、HR 5063，是一颗恒星，视星等为6.28，位于銀經308.92，銀緯13.07，其B1900.0坐标为赤經13h 21m 17.8s，赤緯-48° 13.07′ 42″。